# Verband der Beschäftigten des gewerblichen Rechtsschutzes
Der Verband der Beschäftigten des gewerblichen Rechtsschutzes (VBGR) ist eine Fachgewerkschaft im Deutschen Beamtenbund Beamtenbund und Tarifunion mit Sitz in München. Sie ist die größte Interessenvertretung der Beschäftigten des gewerblichen Schutzrechtes beim Deutschen Patent- und Markenamt an den drei Dienstorten Berlin, Jena, München und beim Bundespatentgericht in München.
Bundesvorsitzender ist Franz Gotsis.